# Togo világörökségi helyszínei
Togo területéről eddig egy helyszín került fel a világörökségi listára, négy helyszín a javaslati listán várakozik a felvételre. 
| | Koutammakou, a batammaribák vidéke |
| 2004, kiterjesztés: 2023 |                                    |
| Kulturális (V)(VI) |                                    |
| Védett terület: 271 826 ha, hivatkozás: 1140 |                                    |
| Az ország északkeleti részén elterülő Koutammakou vidék egy keskeny földnyelv, ami átnyúlik a szomszédos Beninbe. A kultúrtáj megközelítőleg ötszáz négyzetkilométert foglal el és mezőgazdasági területek, erdők, források, sziklák és falvak együtteséből áll. Itt él a batammaribák népe, akiknek vályogtégla toronyházaik az ország jelképévé váltak. Ezek a toronyházak ránézésre kisméretű erődöknek tűnnek. Az épületek tanúsítják, hogy a legegyszerűbb alapanyagokból, a földből és a vízből milyen kifinomult és érdekes alkotások születhetnek. A falvakon belül beavatási szertartásokra és gyűlésekre alkalmas helyszíneket alakították ki. Az épületek nagy része kétszintes és általában egy félgömbben végződő henger alakú magtár tartozik hozzájuk. A házak teteje lapos vagy kúp alakú nádtetős. A kör alaprajzú építmények legtöbbször egy helyiségből állnak és fallal kapcsolódnak egymáshoz. A toronyházak elrendeződése a falvakon belül tulajdonosaik társadalmi helyzetét tükrözik. |                                    |

## Elhelyezkedése
| Koutammakou |

## Javasolt helyszínek
| Megnevezés                                            | Kép | Típus      | Kritérium | Év   | Link |
| ----------------------------------------------------- | --- | ---------- | --------- | ---- | ---- |
| Aného agglomerációja                                  |     | Kulturális | III, IV   | 2001 | 6601 |
| Nok, Mamproug, Kouba és Bagon barlangok gabonatárolói |     | Kulturális | IV, VI    | 2021 | 6602 |
| Bassar ősi vasfeldogozó helyszínei                    |     | Kulturális | IV, VI    | 2021 | 6603 |
| Fazao-Malfakassa Nemzeti Park                         |     | Természeti | X         | 2021 | 6604 |